# Darwin Pinzón
Darwin Pinzón (2 aprile 1994) è un calciatore panamense, centrocampista dello Sporting San Miguelito.

## Carriera

### Club
Ha sempre giocato nel campionato di casa.

### Nazionale
Ha esordito in Nazionale nel 2012.